# Oberlichtenau
Oberlichtenau is een plaats en voormalige gemeente in de Duitse deelstaat Saksen, en maakt deel uit van de gemeente Pulsnitz in het district Bautzen.

## Galerij

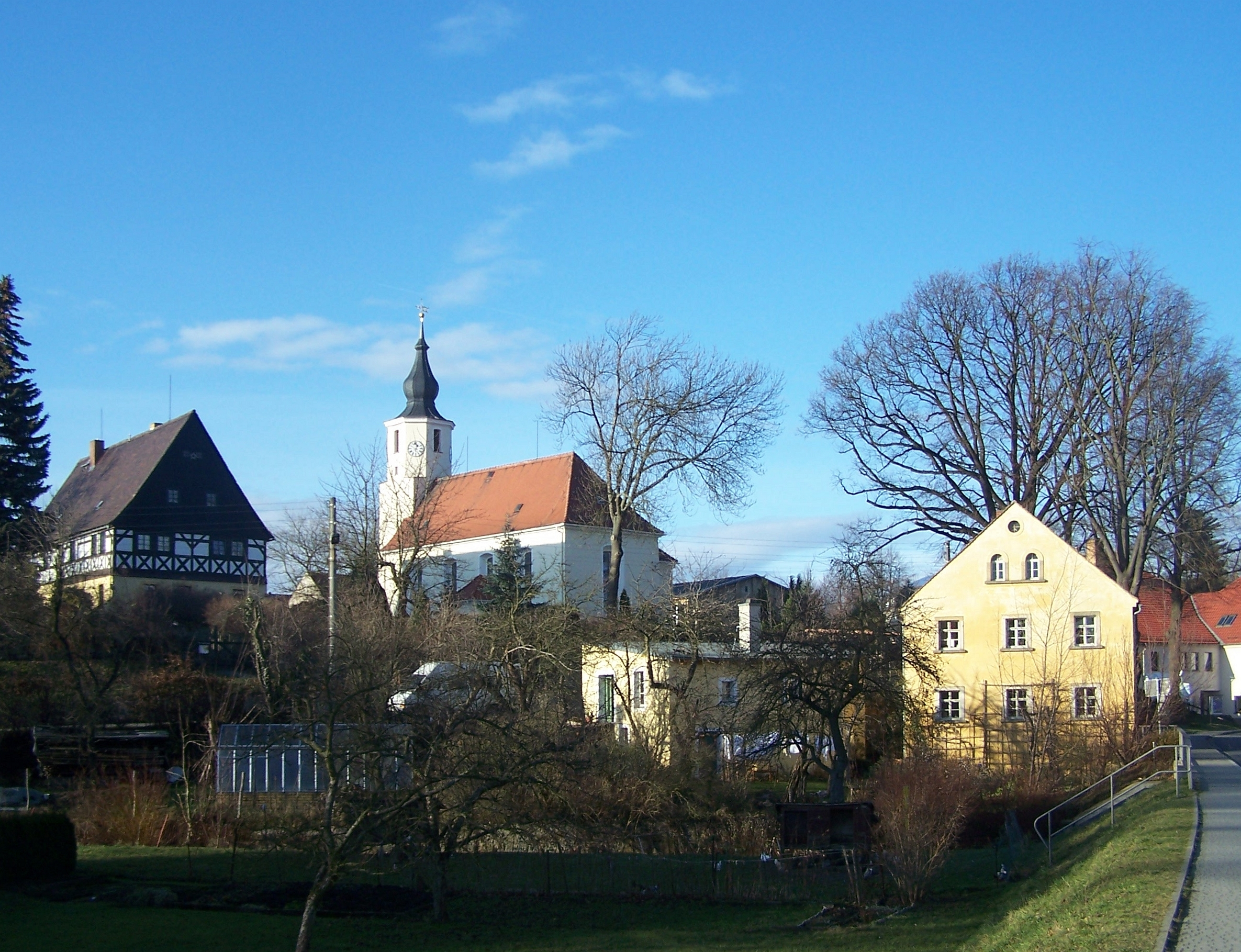
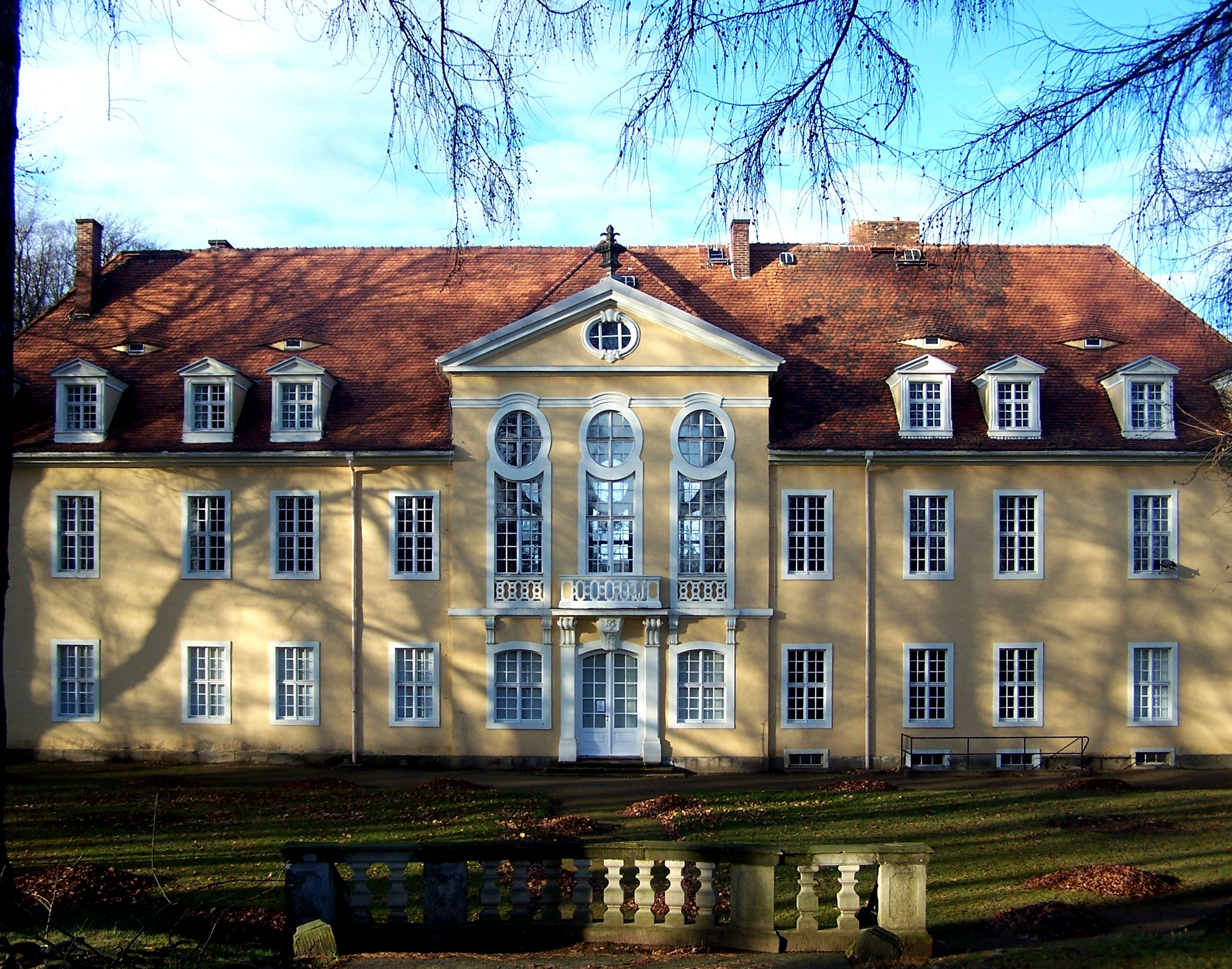
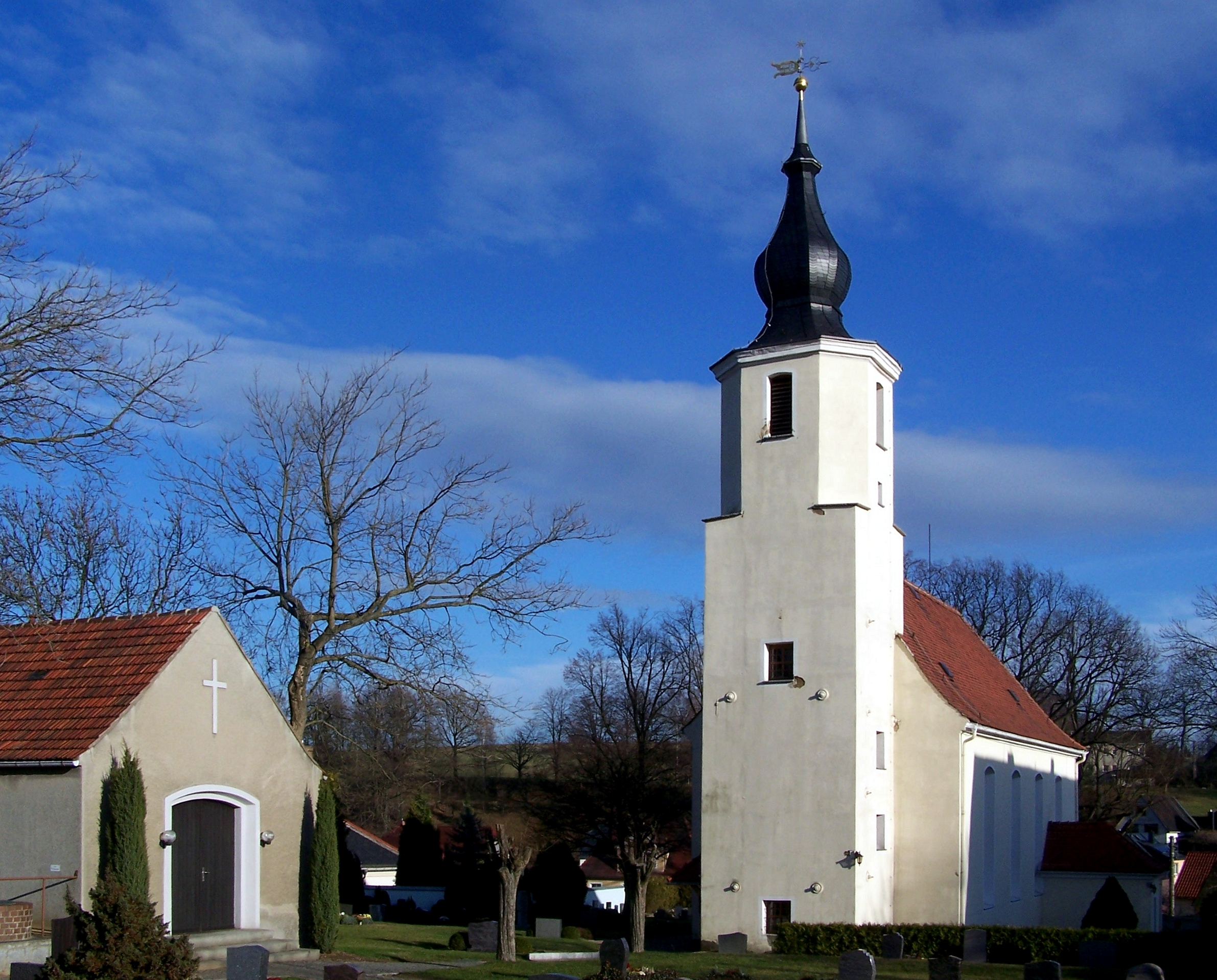
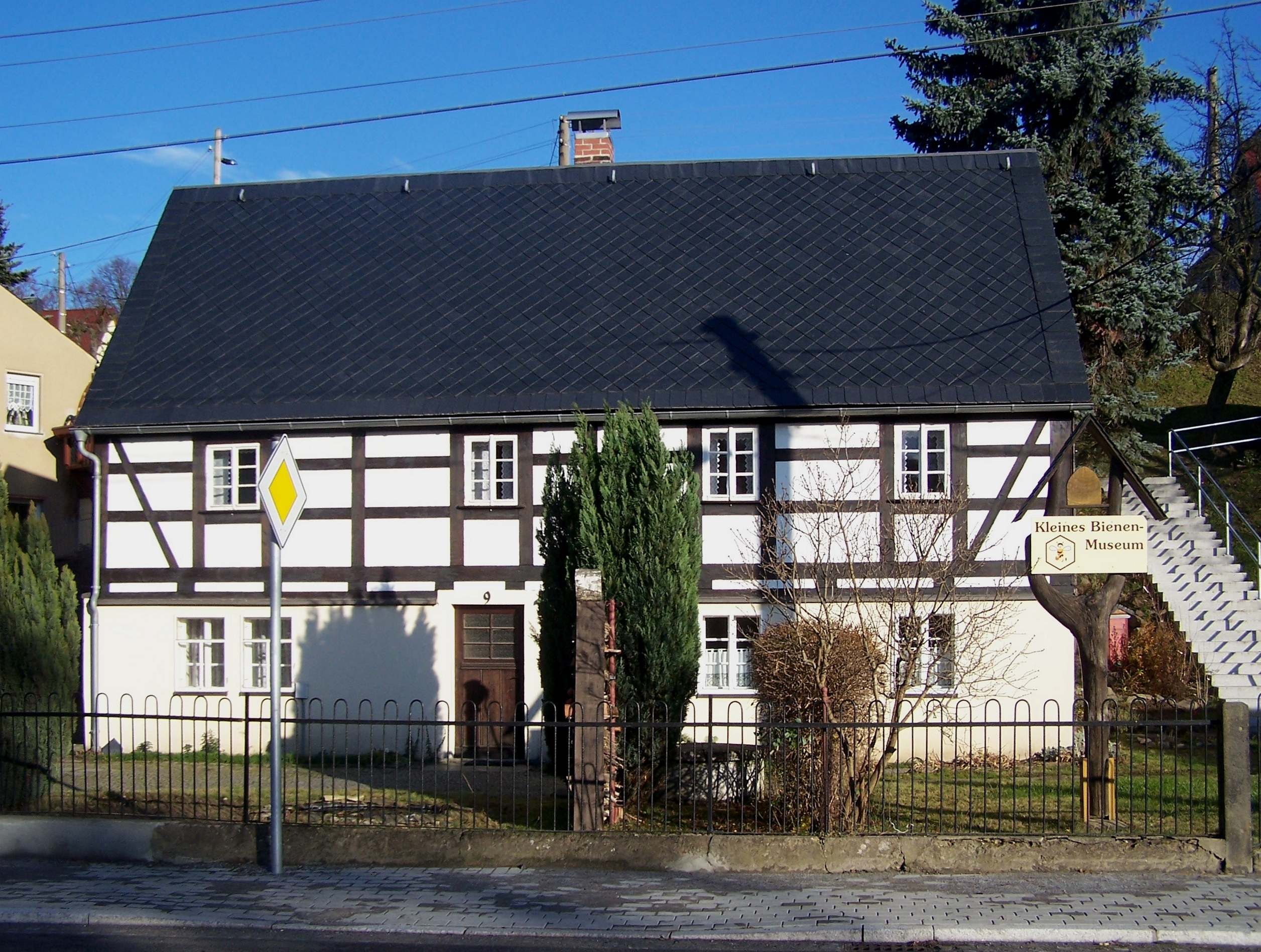